# Widłogonka gronostajka
Widłogonka gronostajka, dziwaczka hermina (Cerura erminea) – gatunek motyla z rodziny garbatkowatych. Zamieszkuje Eurazję, od Półwyspu Iberyjskiego po Wyspy Japońskie. Gąsienice żerują w koronach starych topól, rzadziej wierzb lub brzóz. Osobniki dorosłe są białe z czarnym wzorem, aktywne nocą.

## Taksonomia
Gatunek ten opisany został po raz pierwszy w 1783 roku przez Eugeniusa Espera pod nazwą Phalaena (Bombyx) erminea.

## Morfologia

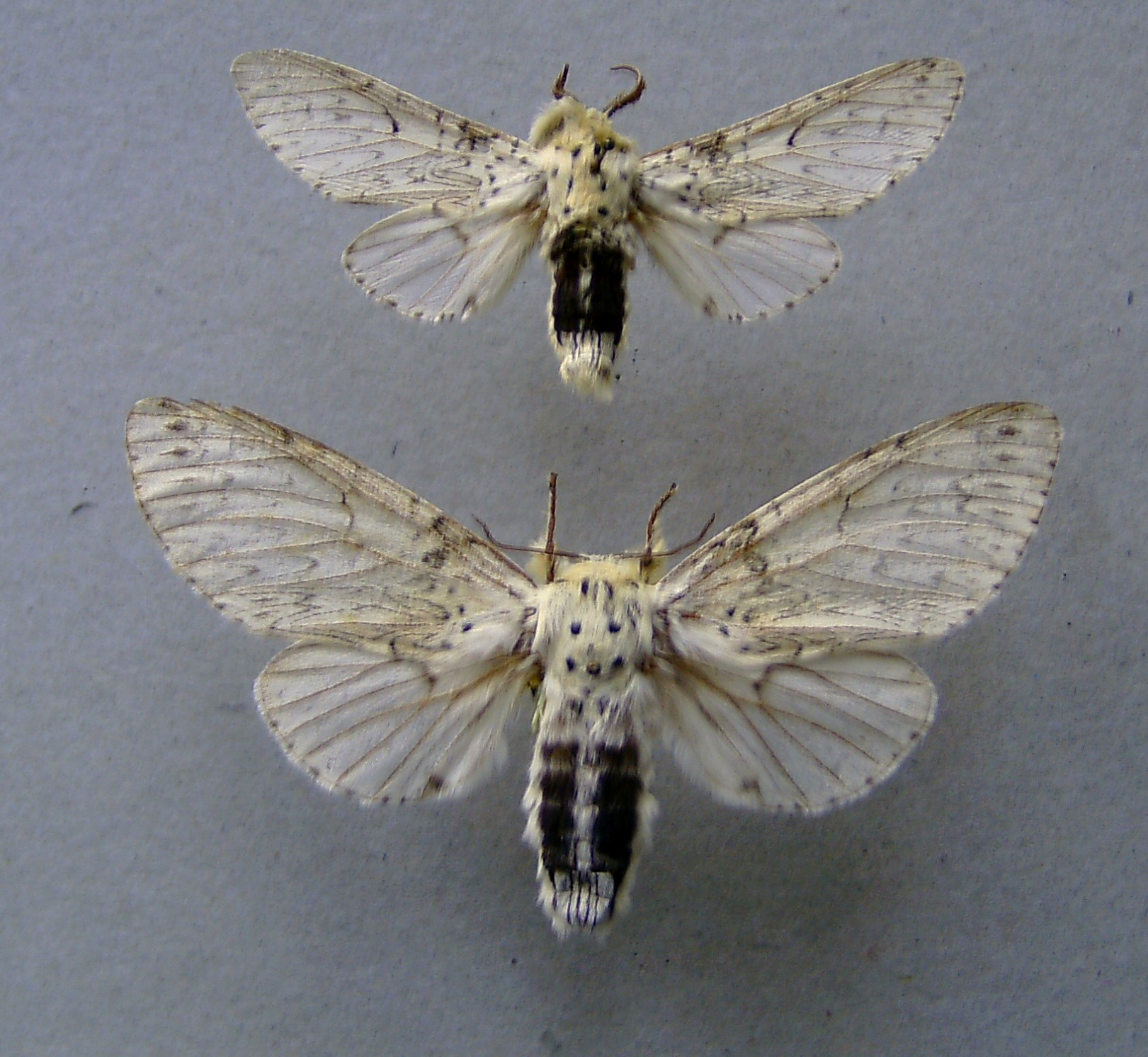
Rozpięte imagines

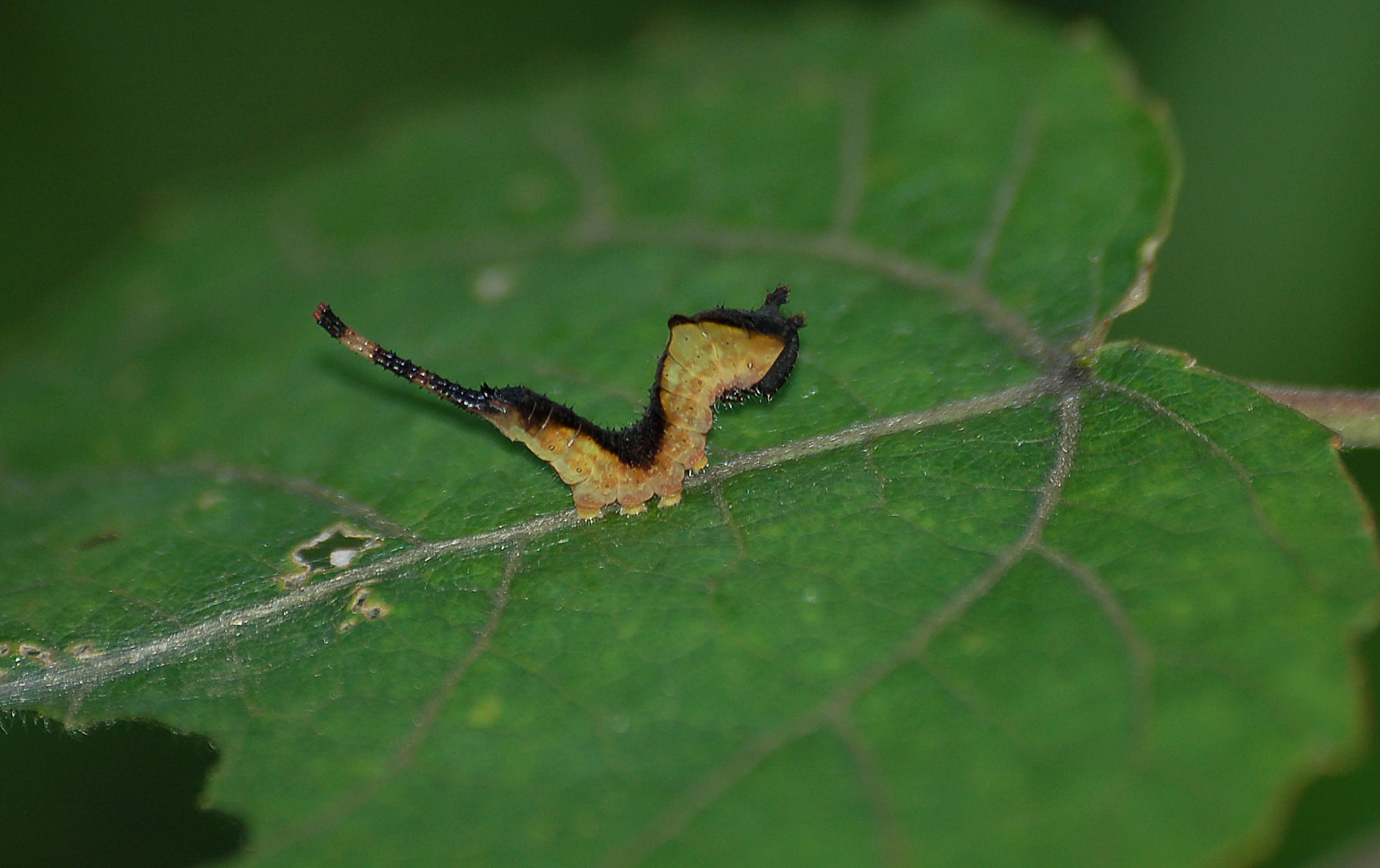
Gąsienica wczesnego stadium

Motyl o krępym ciele i rozpiętości skrzydeł sięgającej od 60 do 75 mm. Ciało porasta wełniste owłosienie. Głowa jest zaopatrzona w słabo owłosione oczy złożone, krótkie głaszczki oraz krótsze od połowy przedniego skrzydła, grzebykowate, przy czym u samicy ząbkowane bardzo drobno czułki, natomiast pozbawiona jest ssawki i przyoczek. Szeroki tułów ma białe lub popielatobiałe owłosienie z czarnymi kropkami. Skrzydła przednie są wydłużone, mają od 26 do 32 mm długości; są śnieżnobiałe z czarnym wzorem obejmującym kropki, pętle i zygzakowate linie, słabiej jednak wydłużone niż u widłogonki siwicy. Czarne kropki tworzą rządek przy zewnętrznym brzegu skrzydła, który to wyposażony jest w krótką, białą strzępinę. Małe, owalne skrzydło tylne ma brzeg zewnętrzny na całej długości równomiernie, łukowato zakrzywiony. Barwa tylnego skrzydła jest biała z ciemnymi żyłkami. Tylne odnóża mają jedną parę ostróg na goleniach. Odwłok ma grzbietową stronę środkowych segmentów czarną z białą, wąską pręgą podłużną. Wierzchołkowa część odwłoka jest natomiast biała z podwójnymi, cienkimi linami koloru czarnego.
Gąsienica ma tło ciała ubarwione zielono z czarną głową, jednak przed przepoczwarczeniem jego barwa zmienia się na ciemnobrudnofioletową. Różnią się od gąsienic widłogonki siwicy silniej wyciętym po bokach mięsistym siodłem, obecnością białej plamy na boku ciała oraz czarnym ubarwieniem wici wypuszczanych z widełek na końcu odwłoka.

## Ekologia i występowanie
Motyle te zasiedlają lasy liściaste i mieszane, parki i zadrzewienia przydrożne, przy czym wymagają obecności starych okazów drzew żywicielskich. Gąsienice aktywne są od lipca do sierpnia. Zwykle żerują wysoko w koronach topól (w tym topoli osiki), a rzadziej wierzb i brzóz, bardzo rzadko pojawiając się na okazach niskich i krzaczastych. Zaniepokojone strzelają wiciami z widełek na odwłoku. Wyrośnięte gąsienice konstruują oprzęd z pogryzionej kory i w nim się przepoczwarczają. Stadium poczwarki zimować może raz, a nawet dwa razy. Imagines latają od maja do sierpnia. Nie pobierają pokarmu. Są aktywne nocą, dzień przesiadując na pniach drzew, drewnianych płotach i słupach. Przylatują do sztucznych źródeł światła.
Gatunek palearktyczny. W Europie znany jest z Hiszpanii, Francji, Belgii, Luksemburgu, Holandii, Niemiec, Szwajcarii, Austrii, Włoch, Danii, Finlandii, Estonii, Łotwy, Litwy, Polski, Czech, Słowacji, Węgier, Białorusi, Ukrainy, Rumunii, Mołdawii, Bułgarii, Chorwacji, Bośni i Hercegowiny, Serbii, Czarnogóry i Rosji. Dalej na wschód występuje przez Syberię i Azję Środkową po Rosyjski Daleki Wschód i Japonię. Ogólnie jest owadem rzadko spotykanym.